# Saltukiden

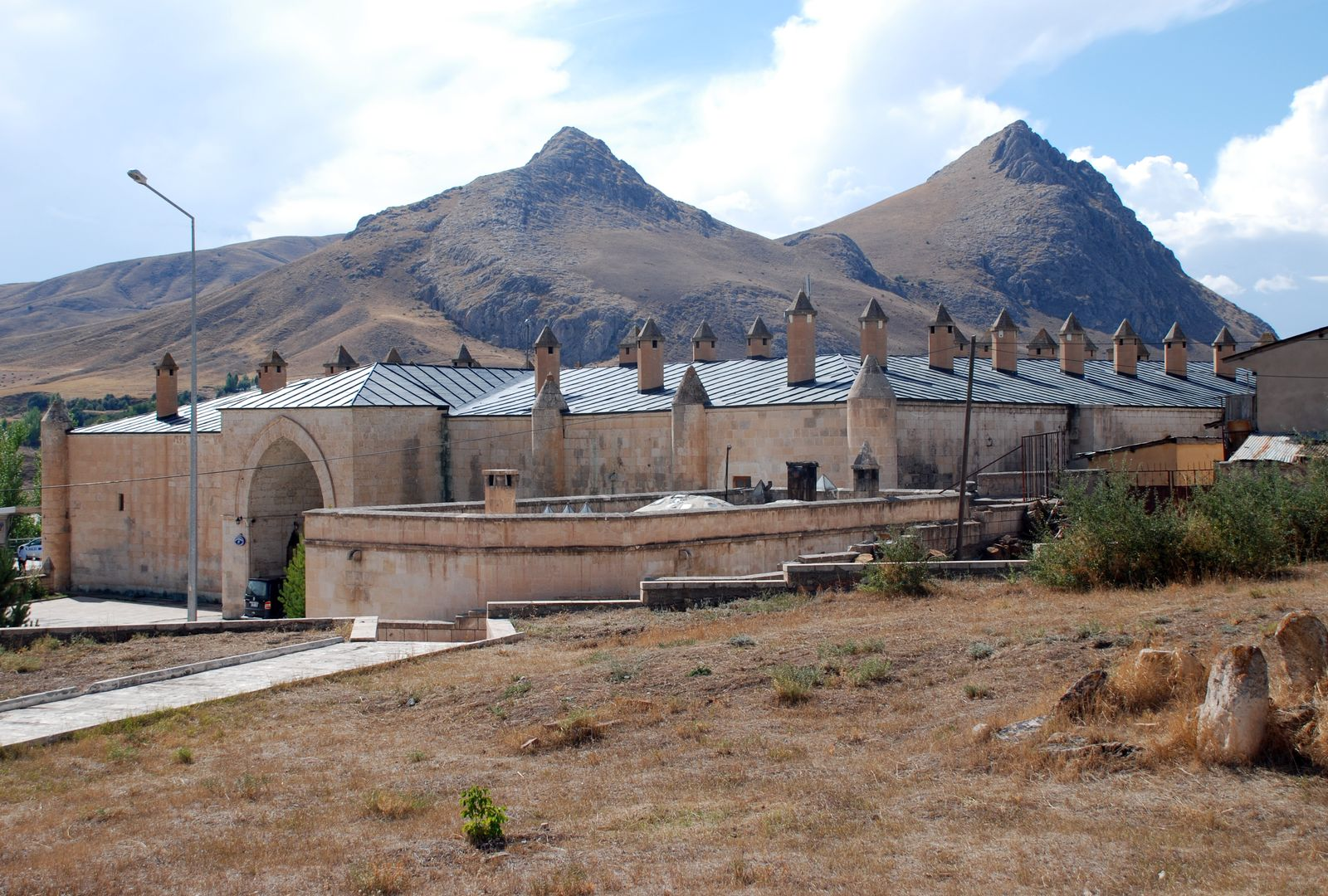
Mama Hatun Hanı, Tercan

Die Saltukiden (auch Saltuqiden geschrieben, türkisch Saltuklu) waren die Herrscher eines anatolisch-türkischen Beyliks mit Erzurum als Hauptstadt. Das Beylik bestand von 1071 bis 1202 und gehörte zu den Beyliks der ersten Periode nach der Schlacht von Manzikert.

## Geschichte
Der Namensgeber war Emir Saltuk, der ein Kommandeur des Großseldschuken Alp Arslan war, und nach Anatolien einwanderte.
Der erste bekannte Saltukide war Ali, der Erzurum 1103 regierte. Sein Sohn und Nachfolger war Saltuk II., der ihm nach 1123 auf den Thron folgte. Saltuk II. hatte eine Tochter oder Schwester, die den Schah-i Arman von Ahlat, Soqman II. heiratete. Das Gebiet des Beykliks erstreckte sich zwischenzeitlich über Bayburt, Kars, Oltu, İspir, Tercan und das Gebiet um Trabzon.
Das Beylik stieß im Norden oft gegen die Georgier vor, während es im Süden mit den Schah-i Arman zusammenarbeitete. Ein Sohn des Nāsir al-Dīn Muhammad wollte zum Christentum konvertieren, um die georgische Königin Tamar zu heiraten.
Melike Mama Hatun – Schwester des Nāsir al-Dīn Muhammad – beherrschte das Fürstentum für neun Jahre zwischen 1191 und 1200 beherrschte. Sie wurde abgesetzt und durch ihren Sohn Malik Schah bin Muhammad ersetzt, als sie sich einen Ehemann unter den adeligen Mameluken aussuchen wollte. Mama Hatun baute eine beeindruckende Karawanserei in der Stadt Tercan, wo auch ihr Mausoleum steht. Tercan wird manchmal daher auch Mamahatun genannt.
Die Beys von Saltuk hinterließen wichtige Werke in der Architektur, besonders in Erzurum und Tercan. Das Beylik wurde schließlich im Mai 1202 vom Rumseldschuken Suleiman II. erobert.

Kaukasusregion im Jahre 1124. Das Gebiet der Saltukiden ist mit „Erzurum“ bezeichnet.

## Herrscher
| Regierungszeit | Name                                 |
| -------------- | ------------------------------------ |
| -              | Abu 'l-Qāsim Saltuq I.               |
| 1102–1124      | Alī bin Saltuq                       |
| 1124–1132      | Diya' al-Dīn Abul Muzaffar Ghāzi     |
| 1132–1168      | Izz al-Dīn Saltuq II. bin Alī        |
| 1168–1191      | Nāsir al-Dīn Muhammad bin Saltuq II. |
| 1191–1200      | Māmā Khātūn bint Saltuq II.          |
| 1200–1202      | Malik Schah bin Muhammad             |

Die Herrscher ab Alī führten den Titel Malik (Arabisch für König).

## Andere Namensträger
Der Name der herrschenden Dynastie des Beyliks sollte nicht mit Sari Saltuk, einem türkischen Mystiker und Heiligen verwechselt werden. Dieser lebte später und wirkte in Westanatolien und auf dem Balkan (besonders in der Dobrudscha). Ihm ist das Werk des Saltuknâme gewidmet.